# Melukote
Melukote oder Melkote (Kannada: ಮೇಲುಕೋಟೆ Mēlukōṭe [ˈmeːlukoːʈe]) ist ein Dorf im indischen Bundesstaat Karnataka. Die Einwohnerzahl beträgt rund 3.300 (Volkszählung 2011).
Melukote liegt rund 55 Kilometer nördlich von Mysore im Süden Karnatakas. Verwaltungsmäßig gehört Melukote zum Taluk Pandavapura des Distrikts Mandya. Der Ort liegt auf über 1000 Metern Höhe auf einem Bergrücken, der sich rund 150 Meter über die umliegende Hochebene erhebt.

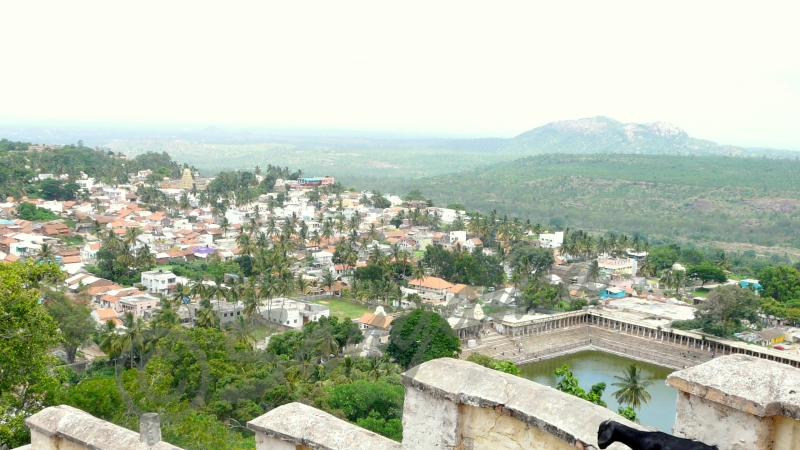
Blick vom Yoganarasimha-Swamy-Tempel auf Melukote

Melukote ist ein wichtiges religiöses Zentrum. Der bedeutende Hindu-Philosoph Ramanuja soll um die Wende des 11. und 12. Jahrhunderts hier gewirkt haben. Heute befinden sich in Melukote mehrere Hindu-Klöster (Mathas), die sich auf die Tradition Ramanujas berufen. Auch der Haupttempel des Ortes, der Cheluvanarayana-Swamy-Tempel, der dem Gott Vishnu in seiner Gestalt als Narayana gewidmet ist, soll von Ramanuja gegründet worden sein. Später wurde der Tempel von den Hoysala-, Vijayanagar- und Wodeyar-Herrschern unterstützt. Ein weiterer Tempel, der Yoganarasimha-Swamy-Tempel, in dem Vishnus Inkarnation Narasimha verehrt wird, befindet sich auf einer Anhöhe oberhalb des Ortes. In der Ortsmitte trifft man auf weitere Tempel sowie auf einen großen, von einer Kolonnade umfassten Tempelteich (Kalyani). Südlich des Ortes befindet sich der aus dem 15. Jahrhundert stammende, unvollendet gebliebene Raya Gopura, ein massiver Torturm (Gopura), von dem aber nur die Basis fertiggestellt wurde.
In Melkote befindet sich ferner die Academy of Sanskrit Research. Das 1978 gegründetes Forschungsinstitut hat sich der Erforschung des Sanskrit verschrieben und besitzt eine bedeutende Handschriftensammlung mit über 10.000 Palmblatt- und Papiermanuskripten.

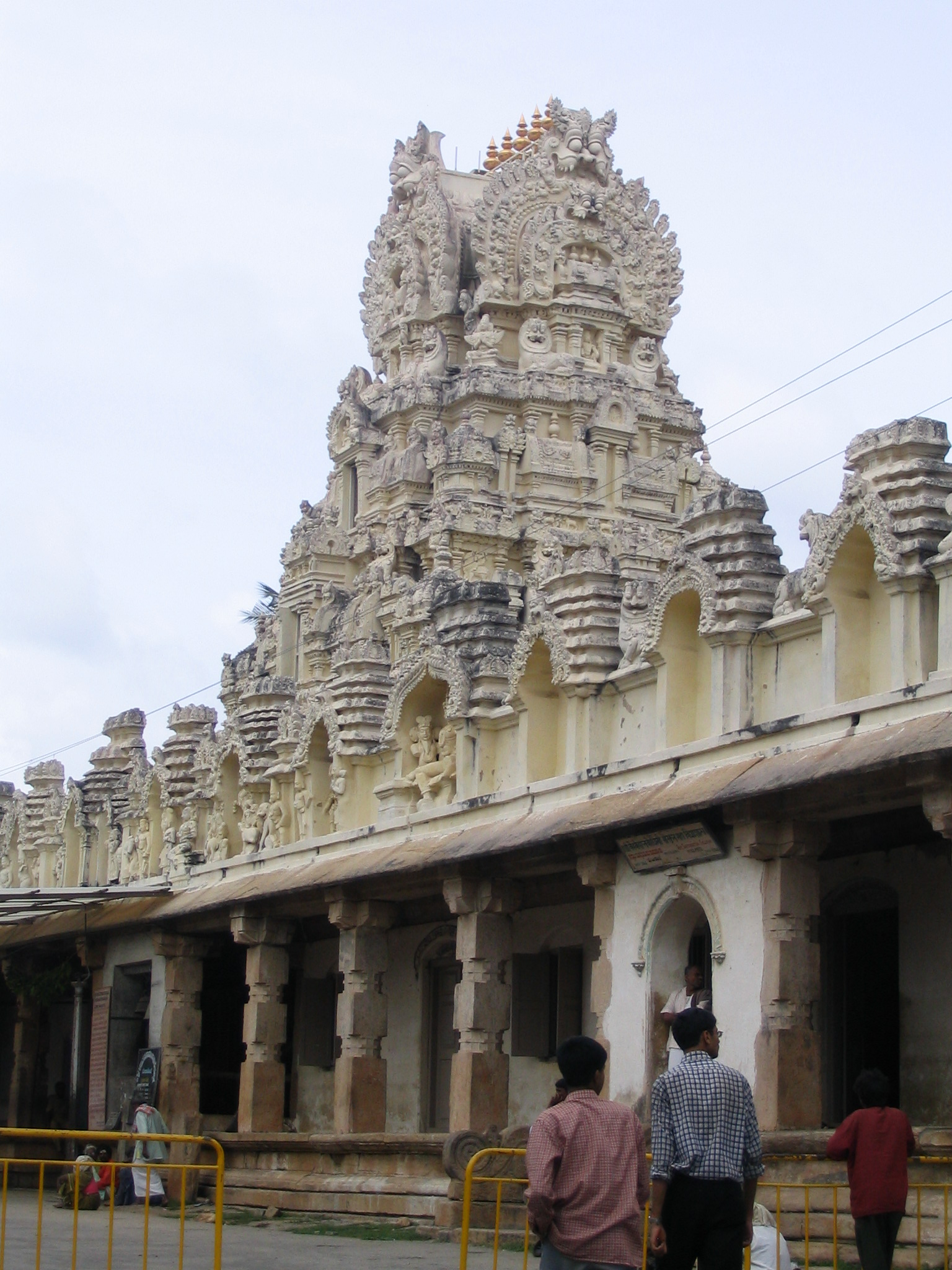
Cheluvanarayana-Swamy-Tempel
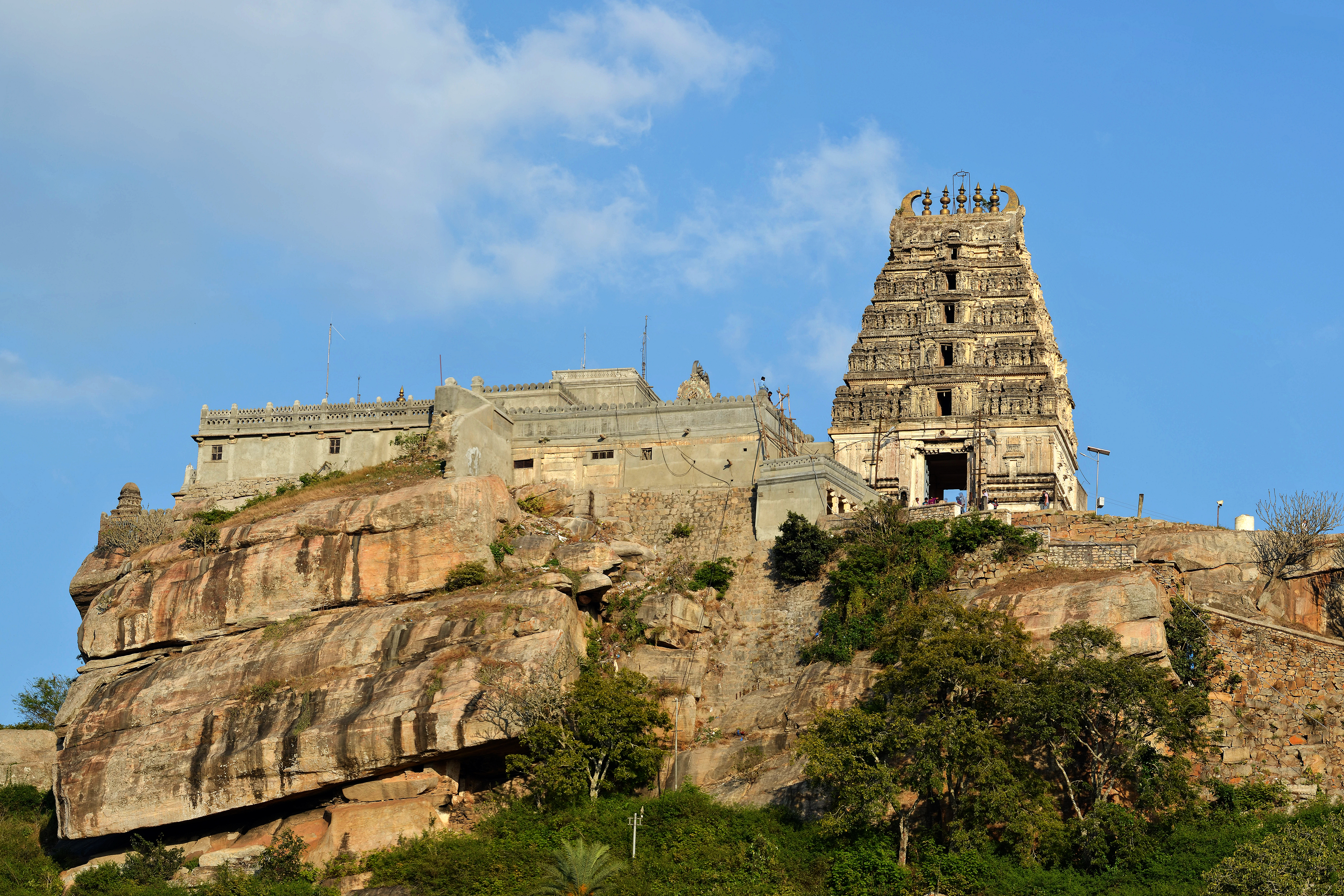
Yoganarasimha-Swamy-Tempel
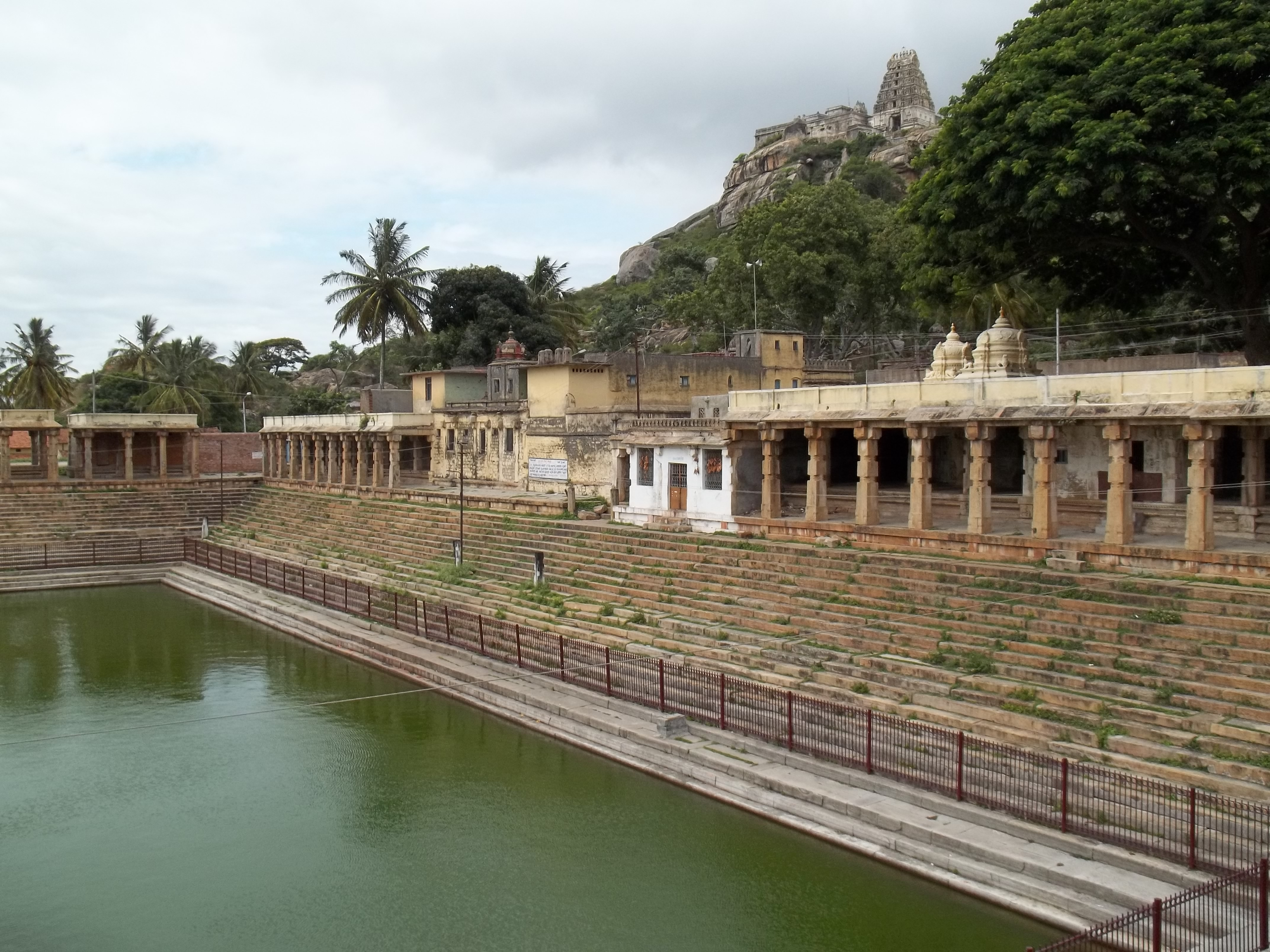
Tempelteich (Kalyani)
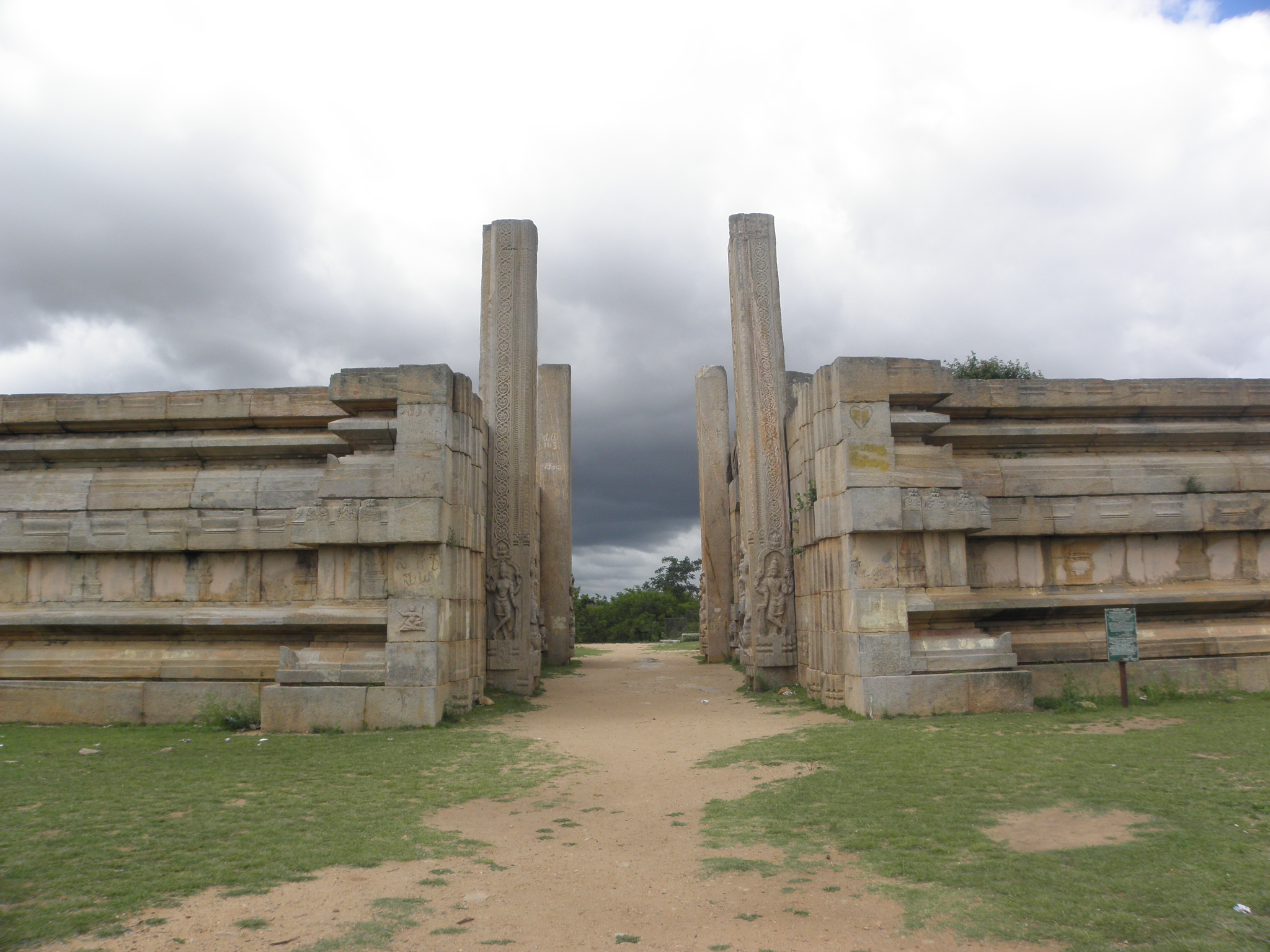
Raya Gopura